# Crella fallax
Crella fallax är en svampdjursart som först beskrevs av Topsent 1892.  Crella fallax ingår i släktet Crella och familjen Crellidae. Inga underarter finns listade i Catalogue of Life.